# 100029 Varnhagen
Varnhagen (asteroide 100029) é um asteroide da cintura principal, a 2,6440385 UA. Possui uma excentricidade de 0,1082249 e um período orbital de 1 864,71 dias (5,11 anos).
Varnhagen tem uma velocidade orbital média de 17,29762697 km/s e uma inclinação de 4,11735º.
Este asteroide foi descoberto em 10 de Outubro de 1990 por F. Boerngen, Lutz Schmadel.